# Scylla and Charybdis
Scylla and Charybdis – album studyjny zespołu très.b wydany w 2007 roku.

## Lista utworów
1. „Zither” – 2:06
2. „Southend-On-Sea” – 3:57
3. „OK” – 5:44
4. „Flooding Empty Holes” – 2:35
5. „Man Inside the Wolf” – 4:18
6. „Ola” – 3:11
7. „Ishula” – 4:26
8. „Scylla & Charybdis” – 1:56
9. „Winter On My Hands” – 3:31
10. „Raisin” – 2:19
11. „Moonbathing” – 3:21
12. „Addiction” – 5:32
13. „Wave Return” – 0:44
14. „Outro” – 2:59
15. „Ola (Victor Van Vugt Mix)” – 3:30

## Twórcy
- Misia Furtak – wokal, gitara basowa
- Olivier Heim – gitara, wokal
- Thomas Pettit – perkusja